# Welburn
Welburn, ook Welburn (Amotherby Ward) is een civil parish in het bestuurlijke gebied Ryedale, in het Engelse graafschap North Yorkshire met 516 inwoners.

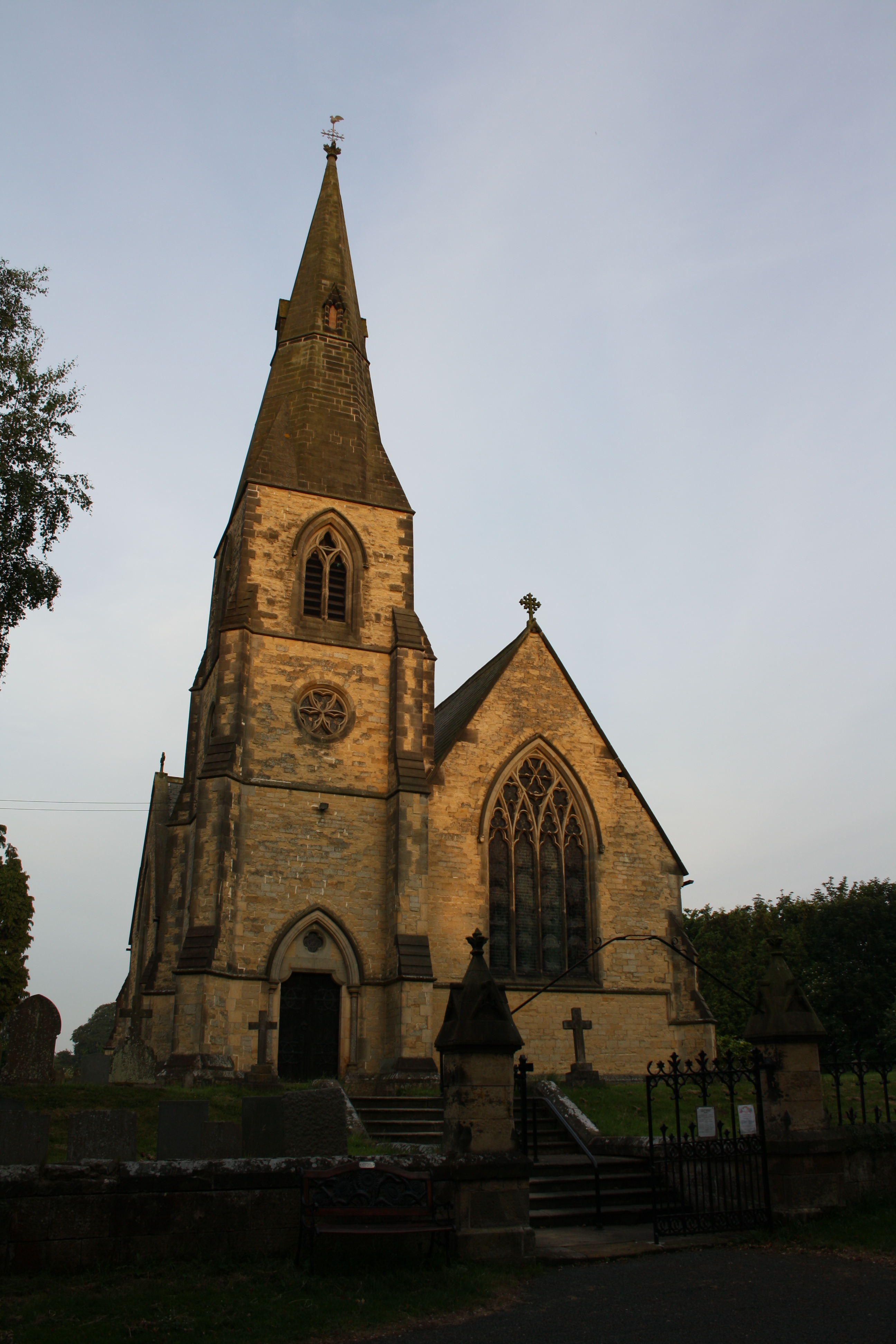
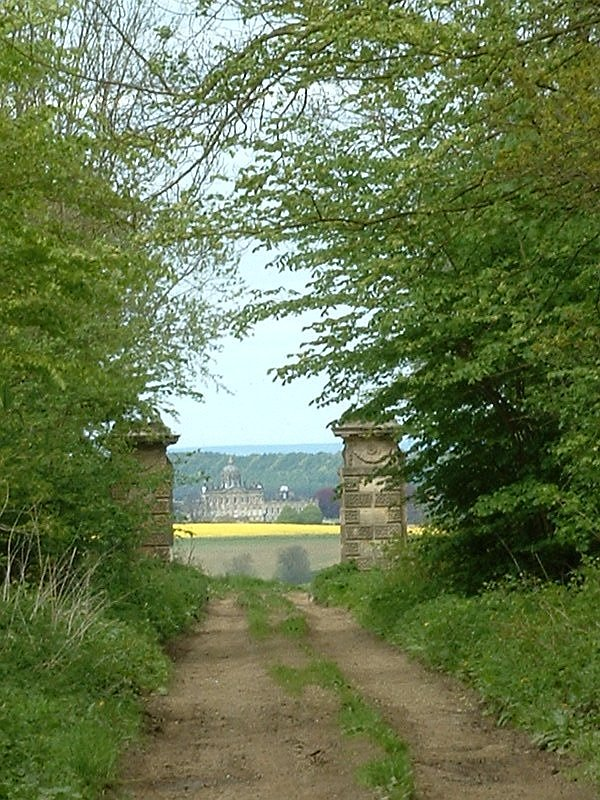
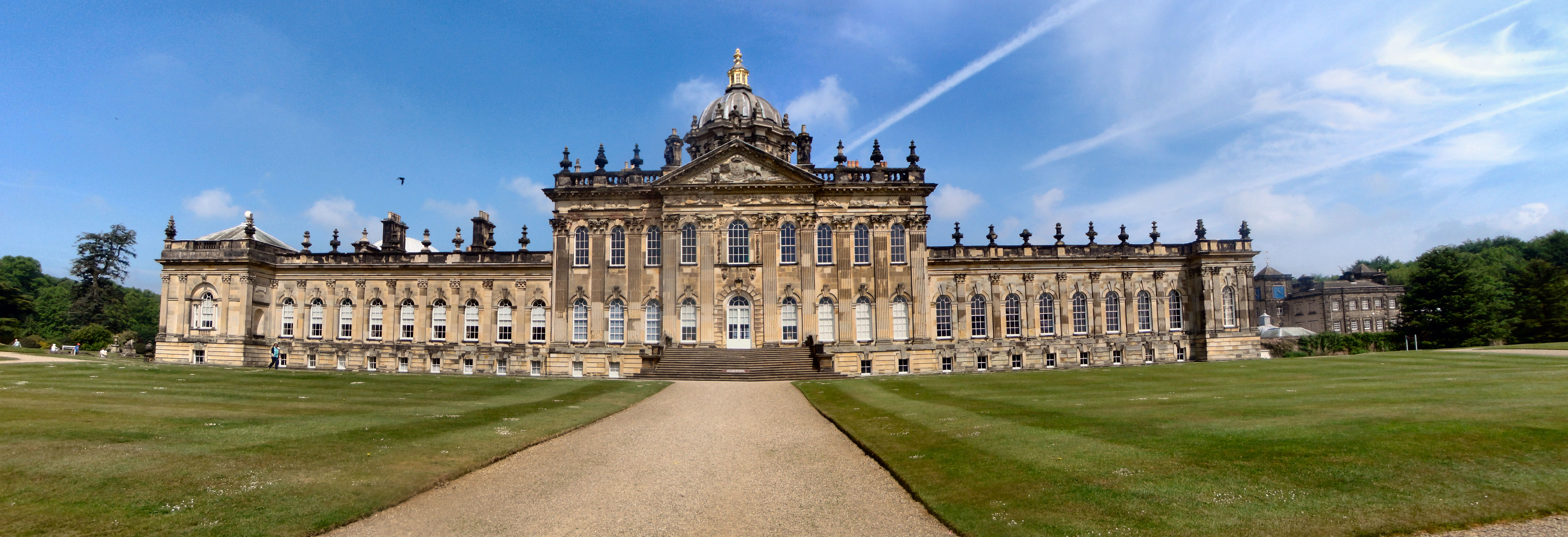